# Werchnij Sałtiw
Werchnij Sałtiw (ukr. Верхній Салтів) – wieś na Ukrainie, w obwodzie charkowskim, w rejonie wołczańskim, nad rzeką Doniec. W 2001 liczyła 119 mieszkańców.